# Wolseley 6/99
Wolseley 6/99 – ostatni duży model Wolseley Motors. Zaprojektowany przez Battistę Pininfarinę przy udziale stylistów z BMC był sprzedawany pod dwiema innymi markami należącymi do BMC – jako Austin A99 i Vanden Plas Princess. Produkcję rozpoczęto w 1959 roku; w 1961 samochody unowocześniono i przemianowano. Wolseley produkowany był do 1968 roku jako model 6/110, ciesząc się popularnością wśród londyńskiej Metropolitan Police.
Model pojawił się również na rynku duńskim jako Wolseley 300.
Prócz tego BMC wypuściło w owym czasie jeszcze dwa samochody zaprojektowane przez Pininfarinę – kompaktowego Austina A40 Farinę oraz Wolseleya 15/60. Choć podobne w wyglądzie nie dzieliły żadnych części z "dużym" Wolseleyem.

## Wolseley 6/99
Do pierwszej generacji dużych samochodów projektu Pininfariny należały Austin A99 oraz Wolseley 6/99 – ten ostatni w 1959 roku zastąpił model 6/90. Wyposażony został w identyczny co Austin-Healey 3000 silnik R6 serii C o pojemności 2,9 litra, mocy 102 KM i dwóch gaźnikach SU.
Zastosowane zawieszenie było typowym rozwiązaniem BMC – sprężyny z przodu, z tyłu resory piórowe. Z przodu zamontowano także stabilizator poprzeczny. Pojazd wyposażono we wspomagane serwomechanizmami tarcze hamulcowe Lockheeda o średnicy 273 mm z przodu i 250 mm z tyłu.
Wnętrze zostało luksusowo wyposażone, aby zdystansować się od modelu Austina – deskę rozdzielczą wykonano z polerowanego drewna, a tapicerkę ze skóry. Z przodu znajdowały się dwa siedzenia, zaś tylna kanapa wyposażona była w opuszczany, centralny podłokietnik. Kupujący mógł wybrać malowanie jednorodne bądź dwukolorowe.
Redakcja magazynu "The Motor" przetestowała w 1959 roku wersję 6/99 z nadbiegiem  uzyskując maksymalną prędkość 157,1 km/h, przyspieszenie 0-100 km/h w 14,4 s oraz średnie zużycie paliwa na poziomie 12 l/100 km. Cena auta wynosiła wówczas 1254 funtów (wliczając 369 funtów podatku).

## Wolseley 6/110
W 1961 roku na rynku pojawiły się unowocześnione wersje dużych "farin" – Austin A110, Vanden Plas Princess 3-Litre Mk. II oraz Wolseley 6/110. Różniły się przestrojonymi silnikami, które osiągały moc 120 KM oraz dźwignią zmiany biegów, którą przeniesiono za kierownicę. Od lipca 1962 roku powyższe modele wyposażano we wspomaganie kierownicy. Wolseleye przeznaczone na rynek kanadyjski wyposażono w 4-biegową skrzynię biegów z nadbiegiem, identyczną jak w Austinie-Healeyu 100/6 i 3000.
W 1964 roku wypuszczono model Mark II z mniejszymi 13-calowymi kołami i 4-biegową skrzynią biegów; nadbieg był nadal dostępny, ale jako opcja. Produkcję zakończono w 1968 roku.

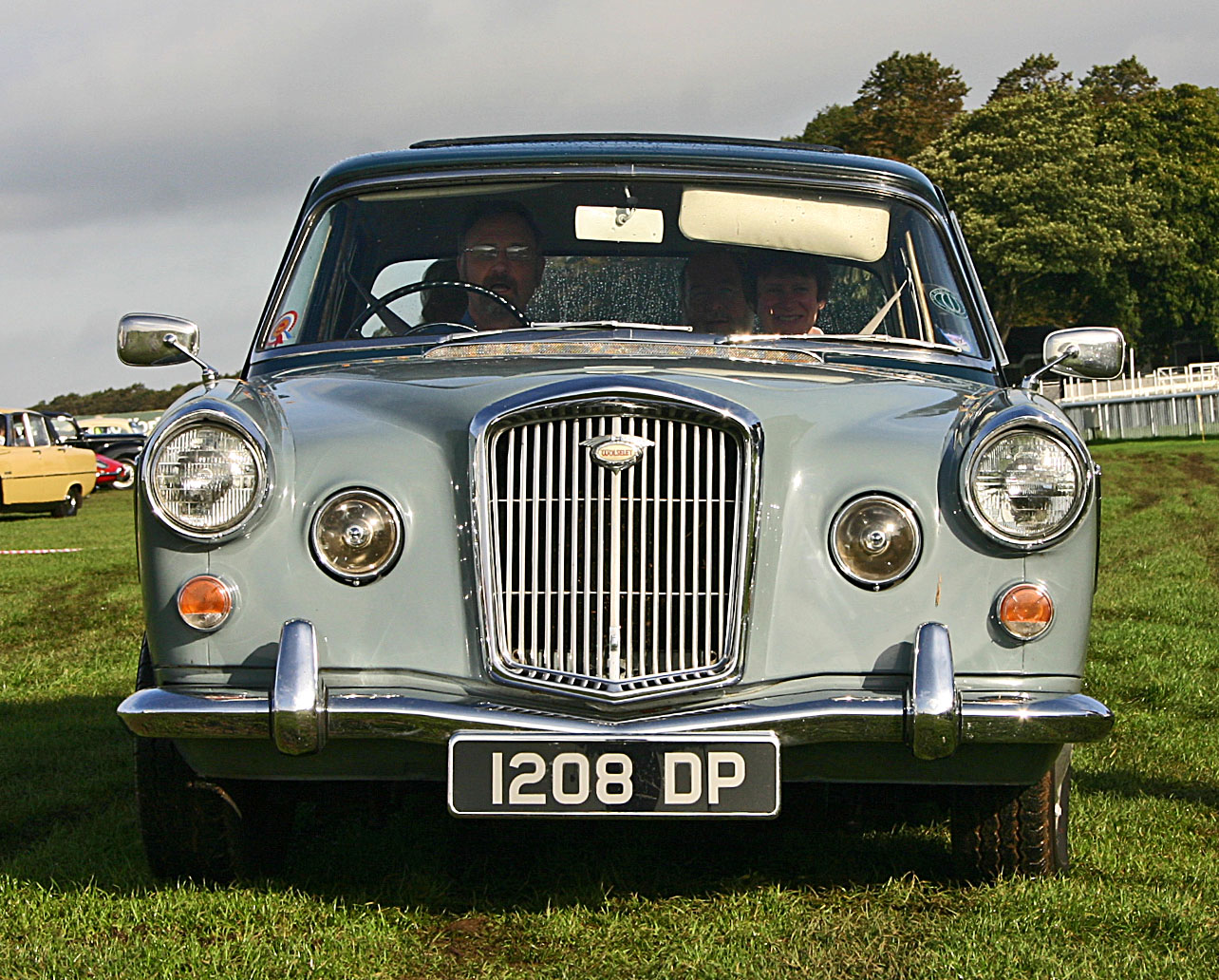
Wolseley 6/110 Mark II
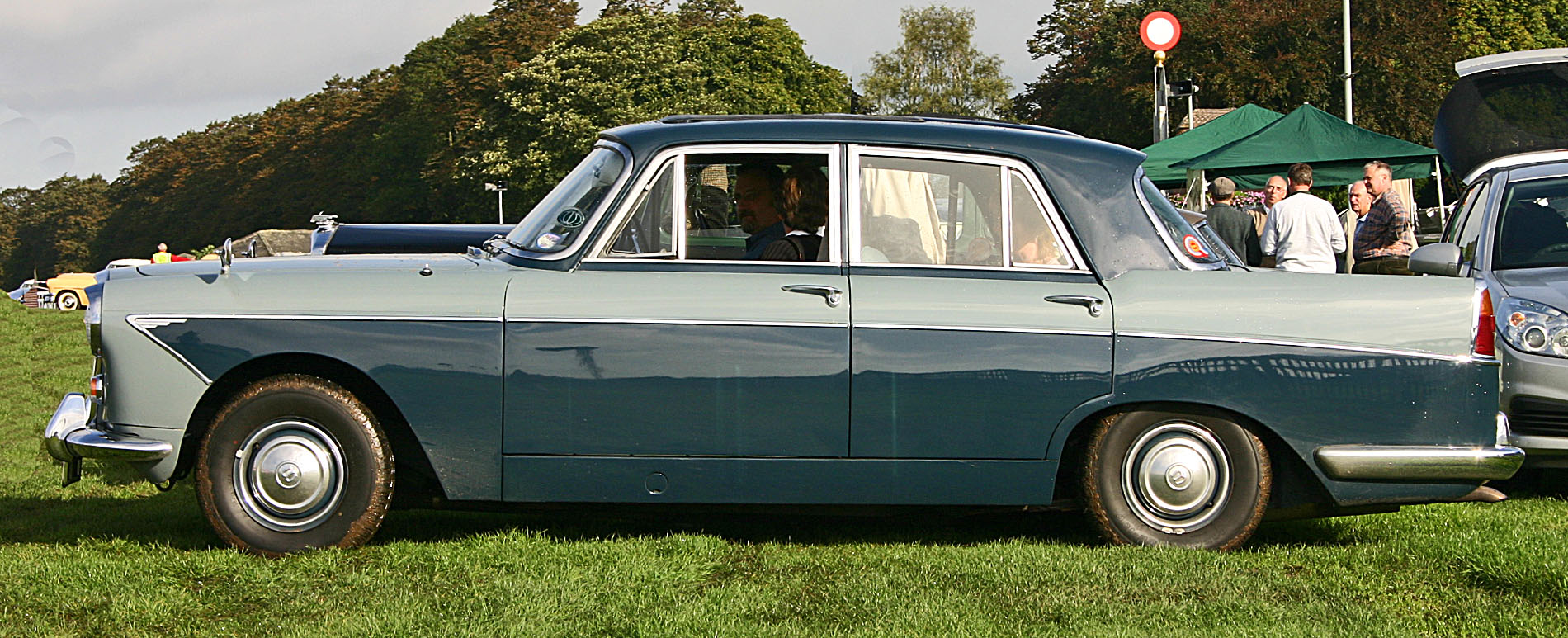
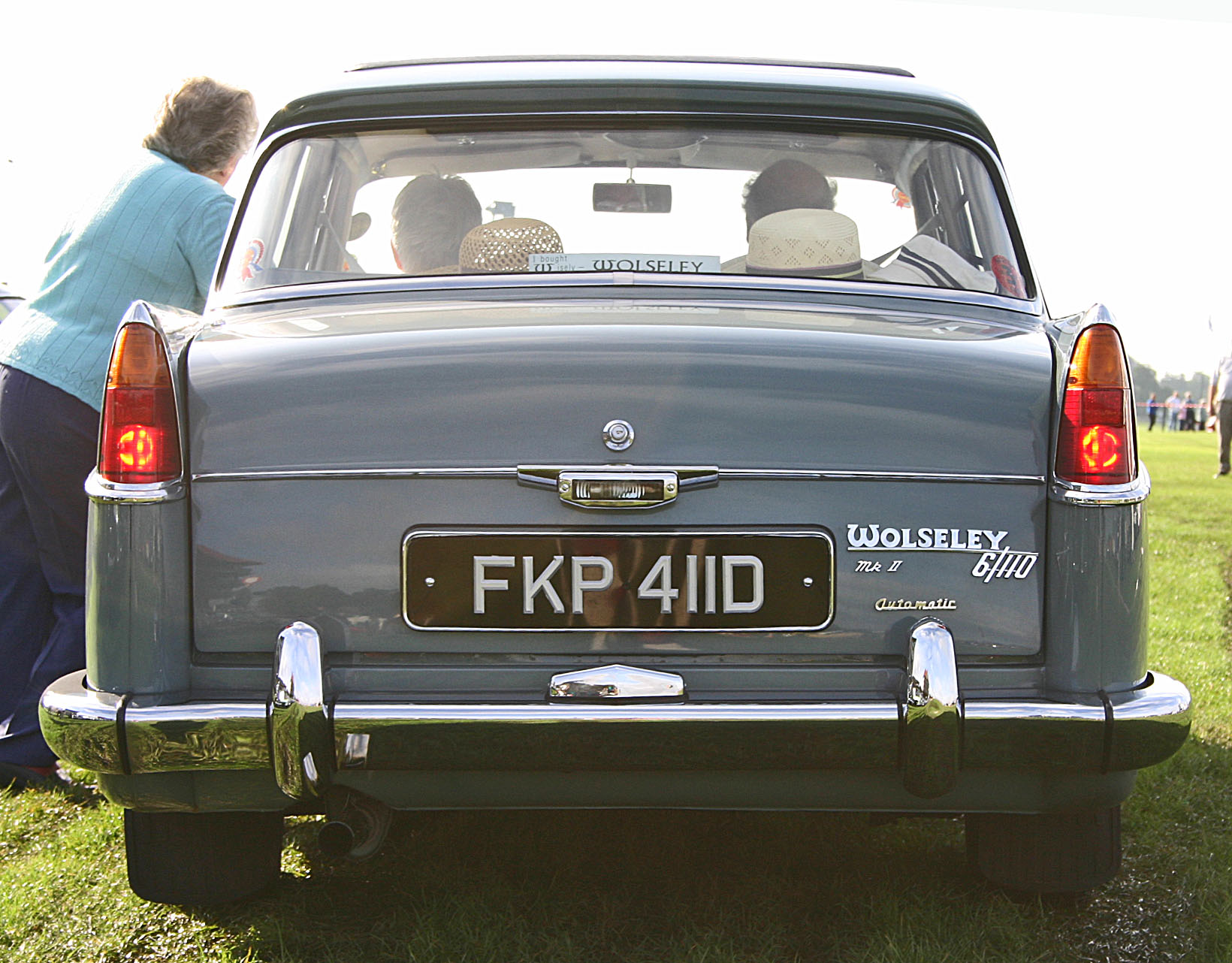